# Masashi Ōmiya
Masashi Ōmiya (japanisch 大宮 政志; * 10. März 1938 in Samawura Taki) ist ein ehemaliger japanischer Radrennfahrer.

## Sportliche Laufbahn
Ōmiya war Straßenradsportler und Bahnradsportler. Er war Teilnehmer der Olympischen Sommerspiele 1960 in Rom. Im olympischen Straßenrennen schied er aus. Er war der einzige Starter aus Japan.
Bei den Spielen 1964 in Tokio war er erneut am Start. Im olympischen Straßenrennen kam er auf den 37. Rang und wurde damit bester Japaner. Im Mannschaftszeitfahren wurde der japanische Straßenvierer mit Takehisa Katō, Masashi Ōmiya, Yoshio Shimura und Hirotsugu Fukuhara auf dem 19. Rang klassiert. 1956 siegte er in den japanischen Hochschulmeisterschaften im Straßenrennen. 
Bei den Asienspielen 1962 gewann er die Silbermedaille im Straßenrennen und startete bei den Straßenradsport-Weltmeisterschaften im Einzelrennen. Bei den Asienmeisterschaften 1963 holte er den Titel im Mannschaftszeitfahren, im 1000-Meter-Zeitfahren wurde er Zweiter.

## Berufliches
2012 wurde er Trainer des Radsportteams der Showa Daiichi Gakuen High School.